# Александрово (област Ловеч)
 За останалите български села с това име вижте Александрово.  
Алекса̀ндрово е село в Северна България. То се намира в Община Ловеч, област Ловеч.

## География
На около 22 км от Ловеч, в покрайнините на Деветашкото плато, сгушено в последните склонове на Стара Планина се простира едно от големите села в околността с жители над 2000 души – село Александрово. В непосредствена близост до селото минава река Осъм, също така на север от селото е изграден язовир Александрово, чиято площ е около 1500 дка.

## История
Александрово съхранява устни традиции, които свидетелстват за събития отпреди 500 и повече години. Според данни на Васил Миков селото съществува под името Лукач по време на Търновското въстание в края на XVI век, когато е опустошено от мародерстващи отряди на Михай Витязул и местни жители емигрират в Унгария, където основават село под същото име. Османското име на селото е Караасан. Според преданията то произлиза от името на богатия турчин Кара Хасан, платил откуп на кърджалиите, за да не опожаряват селото в края на XVIII век.

## Население
Численост и дял на етническите групи според преброяването на населението през 2011 г.:
|                     | Численост | Дял (в %) |
| Общо                | 1548      | 100,00    |
| Българи             | 828       | 53,48     |
| Турци               | 447       | 28,87     |
| Цигани              | 12        | 0,77      |
| Други               | 22        | 1,42      |
| Не се самоопределят | 28        | 1,80      |
| Неотговорили        | 211       | 13,63     |

## Обществени институции
- Читалище „Паисий“, Средно училище „Кирил и Методий“.
- Културен клуб на пенсионера, който е наследник на Клуб на жените основан през 1985 г.

Към читалището има 2 певчески състава, които участват в различни мероприятия в селото и страната. Има и друг състав към клуба на пенсионера. Има млад състав сформирал се през лятото на 2008 г. и изявил се за пръв път на събора в селото през същата година.

## Културни и природни забележителности
- Паметник на загиналите войници за обединението на България.
- Водната пещера
- Малката и Голямата горска
- Бяла река
- Дом на марбъл тима „Мариета Клуб“ Александрово

## Галерия
- Главната улица на с. Александрово – част от пътя Ловеч-Левски
- Паметник на войни загинали във войните за национално обединение
- Паметник на загинали партизани и ятаци от Партизански отряд „Христо Кърпачев“
- Жп гарата

## Други
В селото има доставчици на кабелна телевизия и интернет.
В околностите на селото има много забележителности. Някои от тях са: водна пещера 2, кале(укрепление)от времето на римляните, землянка и още много други на които човек може да се наслади само ако посети това красиво Българско село и околностите му . На 10 км от Александрово се намира село Крушуна което е обявено за резерват и неговата красота също е пословична.